# Fotodesign
Fotodesign beschreibt die Art und Weise, durch Fotografie visuell zu gestalten. Der Begriff wurde von Walter E. Lautenbacher popularisiert und dient der Abgrenzung zum reinen Ausbildungsberuf des Fotografen. Fotodesign umfasst die kreative und künstlerische Auseinandersetzung mit den Medien Foto und  Film bzw. Video.
Zur Anwendung kommen dabei fotografische und gestalterische Aspekte wie Fragen der Raumaufteilung und Werbeaspekte. Die Nachbearbeitung und Fertigstellung erfolgt mittels Grafiksoftware.

## Studium
Fotodesign kann in einem siebensemestrigen Studium im Fachbereich Design studiert werden. Die Ausbildung hat Schwerpunkte im künstlerischen, gestalterischen, technischen und wissenschaftlichen Bereich. Im künstlerischen Bereich sind die Farblehre, Grundlagen der fotografischen Gestaltung sowie verschiedene Arten der Fotografie wie Porträtfotografie, Architekturfotografie, Fotojournalismus, Modefotografie, Dokumentarfotografie und experimentelle Fotografie Ausbildungsschwerpunkte.